# Brasão de armas de São Pedro e Miquelão
O brasão de armas de São Pedro e Miquelão é o símbolo heráldico oficial do território da coletividade de ultramar de São Pedro e Miquelon. Nele pode se ler "a mare labor" (Que em latim significa O trabalho [vem] do mar) . A principal parte do escudo é em azul com um navio amarelo, que se diz ser o Grande Hermine, que foi para Saint-Pierre em 15 de Junho de 1536. Três bandeiras estão colocadas ao longo da parte superior para recordar a origem da maior parte dos habitantes das ilhas, da esquerda para a direita, bascos, bretões e normandos. Recebe também uma coroa naval.